# Хоима
Хои́ма (англ. Hoima) — город на западе Уганды, на территории Западной области. Административный центр одноимённого округа.

## Географическое положение
Город находится в северо-восточной части области, к северу от реки Кафу, на расстоянии приблизительно 175 километров к северо-западу от столицы страны Кампалы. Абсолютная высота — 1124 метра над уровнем моря.

## Население
По данным официальной переписи 2002 года, население составляло 31 630 человек.
Динамика численности населения города по годам:
| 1991  | 2002   | 2013   |
| ----- | ------ | ------ |
| 4 616 | 31 630 | 67 406 |

## Транспорт
Ближайший аэропорт расположен в городе Масинди.

## Религия
Хоима — центр Епархии Хоимы римско-католической церкви.